# Ivanjski Vrh (gmina Cerkvenjak)
Ivanjski Vrh – wieś w Słowenii, w gminie Cerkvenjak. W 2018 roku liczyła 50 mieszkańców.